# Bray-Dunes

Bray-Dunes este o comună în departamentul Nord, Franța. În 1 ianuarie 2022 avea o populație de 4.284 de locuitori.